# Заструже (Нижньосілезьке воєводство)
Заструже (пол. Zastruże, нім. Sasterhausen) — село в Польщі, у гміні Жарув Свідницького повіту Нижньосілезького воєводства.
Населення — 114 осіб (2011).
У 1975-1998 роках село належало до Валбжиського воєводства.

## Демографія
Демографічна структура станом на 31 березня 2011 року:
|          | Загалом | Допрацездатний вік | Працездатний вік | Постпрацездатний вік |
| -------- | ------- | ------------------ | ---------------- | -------------------- |
| Чоловіки | 52      | 8                  | 41               | 3                    |
| Жінки    | 62      | 5                  | 39               | 18                   |
| Разом    | 114     | 13                 | 80               | 21                   |